# Mompha detracta
Mompha detracta é uma espécie de mariposa do gênero Mompha pertencente à família Coleophoridae.